# The Tower
«The Tower» (укр. Вежа) — пісня польської співачки LUNA, з якою вона представляла Польщу на Пісенному конкурсі Євробачення 2024 в Мальме, Швеція після внутрішнього відбору національним мовником Telewizja Polska.

## Про пісню
«The Tower» була написана Александрою Вільгомас (LUNA), Полом Діксоном і Максом Куком. В інтерв'ю співачка зазначила, що пісня розповідає про подорож до самореалізації та самоактуалізації від негативу, з яким стикається людство. Пісня використовує метафору вежі негативу та обмеженого потенціалу, закликаючи слухача повалити цю вежу з силою.
Офіційна прем'єра «The Tower» відбулася 23 січня 2024 року в нічному клубі Spatif у Варшаві. Приблизно через місяць пісню анонсував Telewizja Polska, польський мовник Пісенного конкурсу Євробачення із заявою про те, що «The Tower» представлятиме країну на Євробаченні 2024.

### Музичний кліп
Разом із прем'єрою пісні вийшов супровідний кліп. За словами LUNA, музичне відео використовує метафору шахів, щоб описати стосунки, які вона пережила. Співачка заявляла в інтерв'ю, що зовнішній вигляд її опонента символізує боротьбу в її житті, включно з «перетином кордонів». Сама дуель представляє, як LUNA стикається з різними коханими людьми та їхніми стосунками, а в кінці відео вона бореться сама з собою, знаючи, що їй потрібно перемогти своє минуле, щоб створити власну долю.

## Пісенний конкурс Євробачення

### Внутрішній відбір
20 вересня 2023 року польська телекомпанія Telewizja Polska (TVP) оголосила про намір взяти участь у Пісенному конкурсі Євробачення 2024. Після суперечок навколо попереднього року та його відбору TVP розглядала можливість переходу на внутрішній відбір; пізніше це було підтверджено в січні 2024 року. Після того, як 22 пісні потрапили до короткого списку, 13 лютого внутрішня комісія з п'яти членів присудила бали від 1 до 10 до десяти найкращим заявка. Через шість днів стало відомо, що пісня «The Tower» буде представляти Польщу на конкурсі з перемогою в один бал над піснею «Witch-er Tarohoro» Юстини Стечковської, яка посіла друге місце.

### На Євробаченні 2024
Пісенний конкурс Євробачення 2024 відбувся на Мальме-Арені в Мальме, Швеція, і складався з двох півфіналів, які відбулися 7 і 9 травня відповідно, і фіналу 11 травня 2024 року. Під час жеребкування 30 січня 2024 року Польща потрапила до першої половини першого півфіналу шоу. 

У півфіналі LUNA виконала пісню «The Tower» під шостим номером. Співачка здобула 35 балів від глядачів і посіла 12 місце, тому не змогла кваліфікуватися до фіналу Євробачення 2024.

Фрагменти виступу на Євробаченні 2024
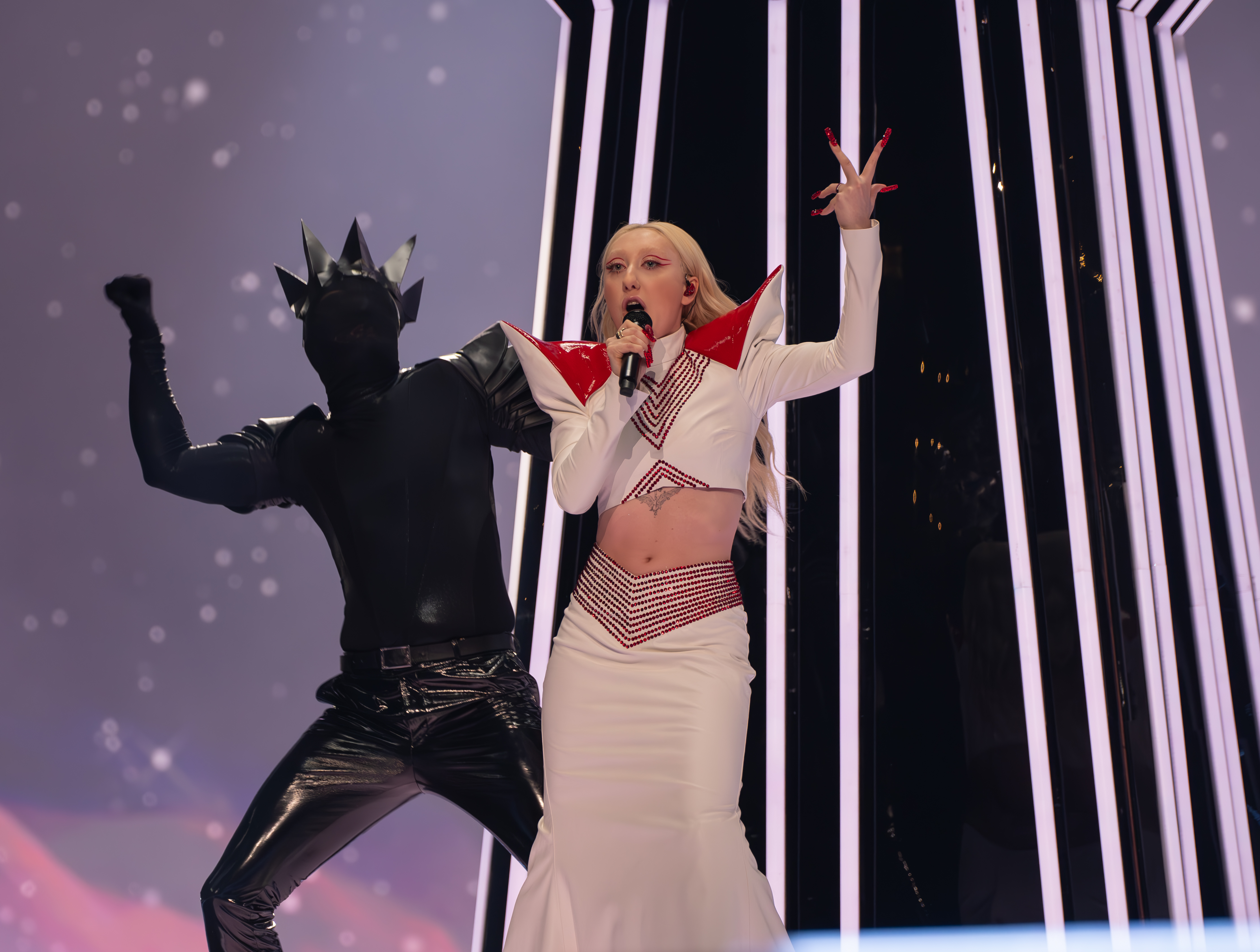
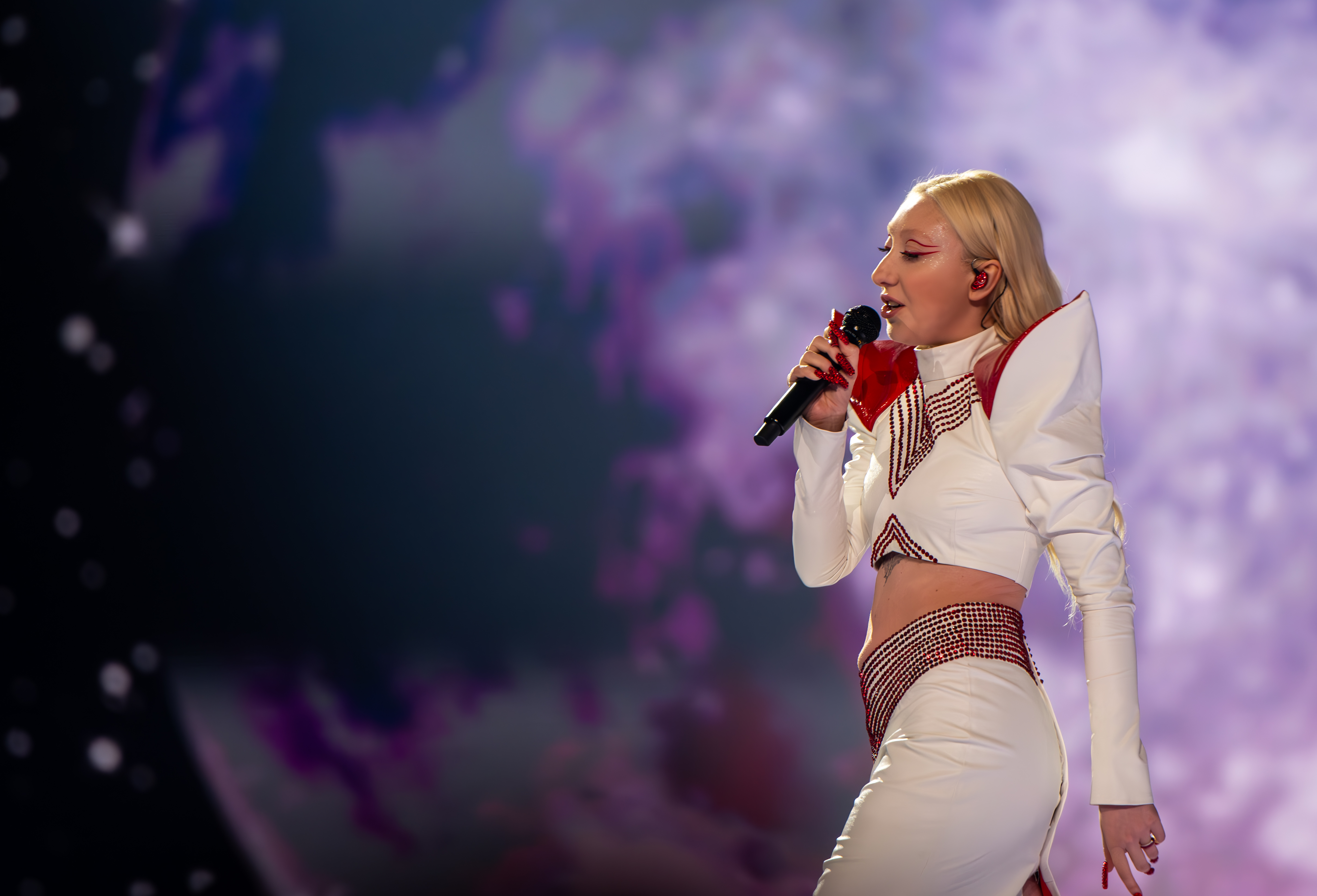
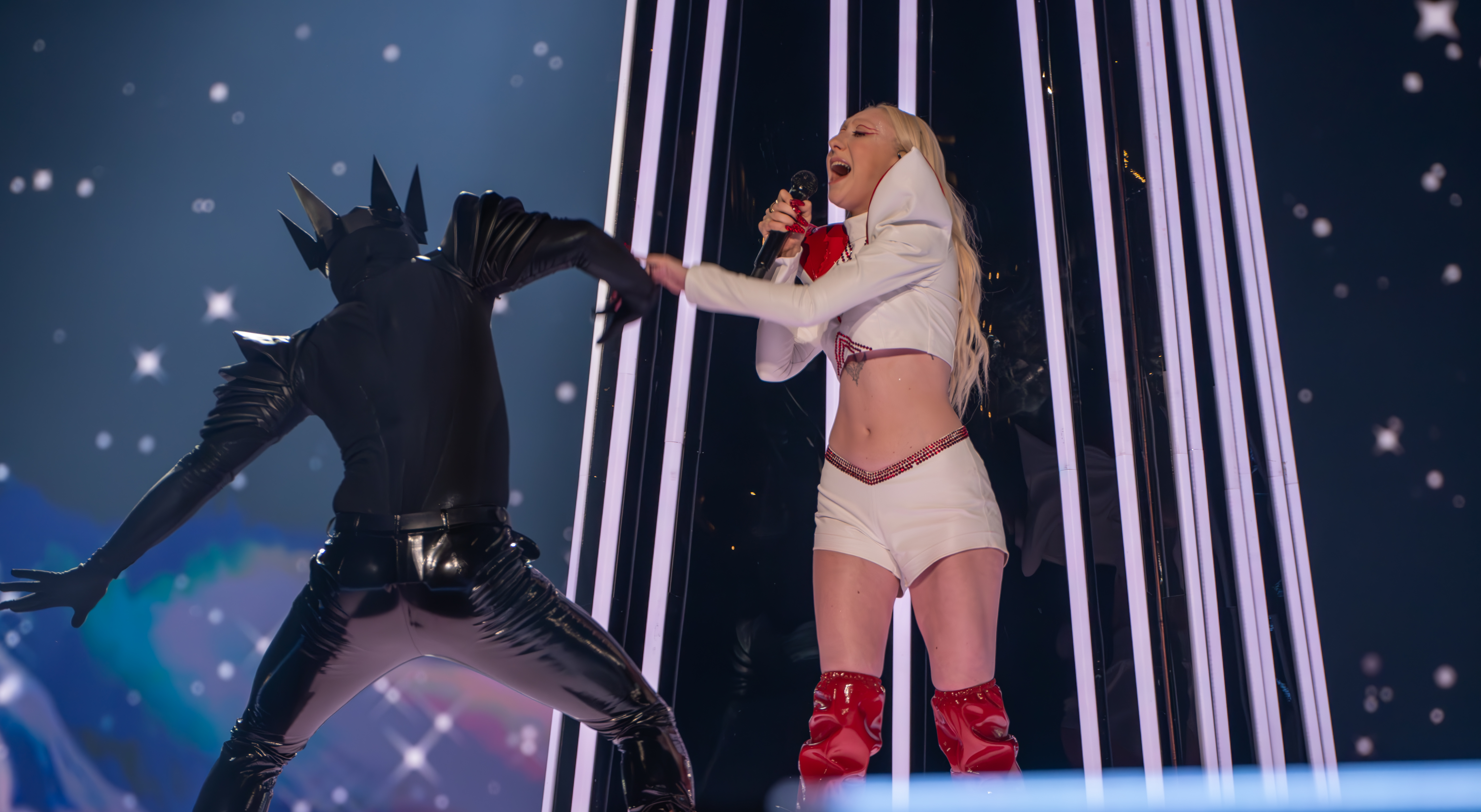
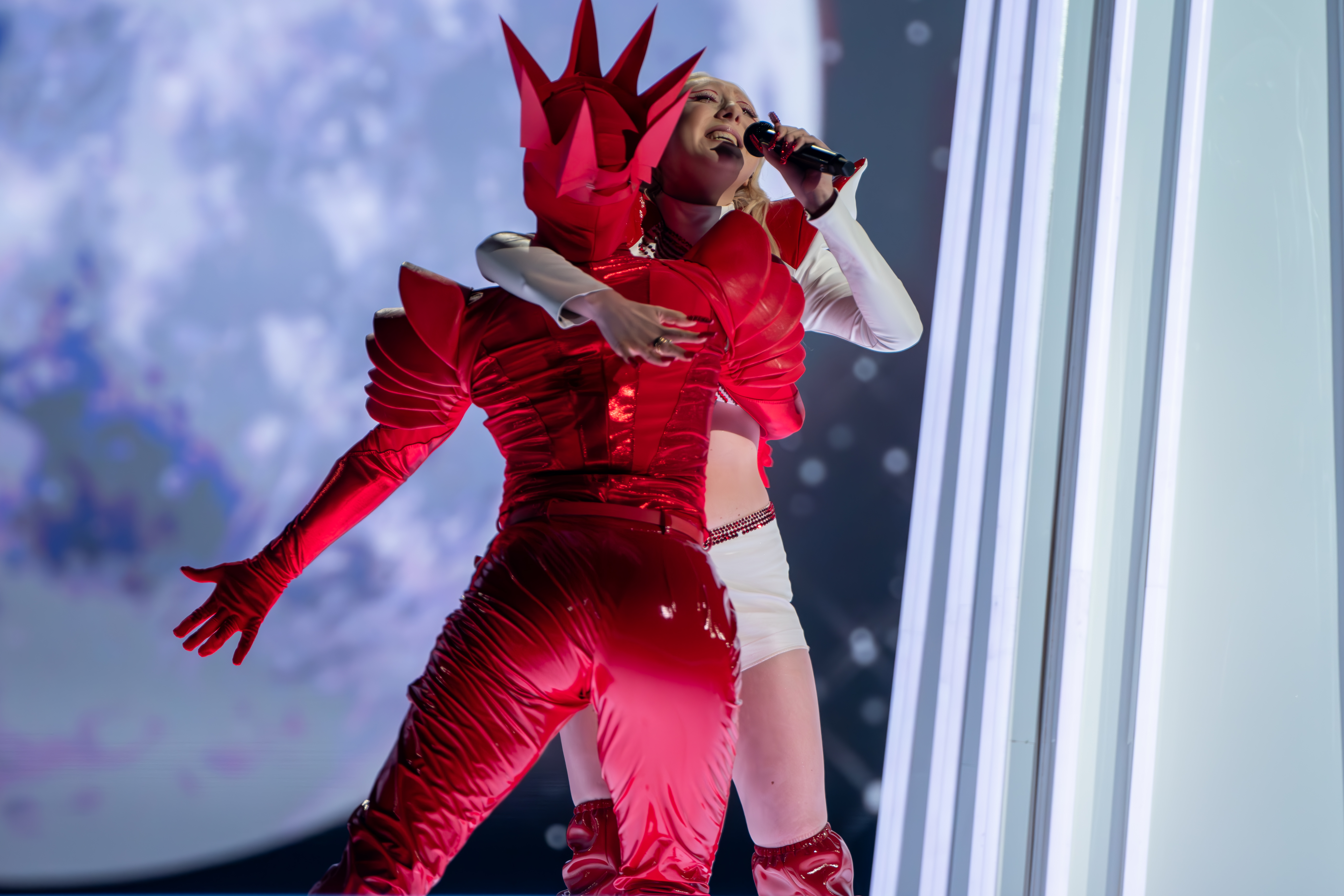
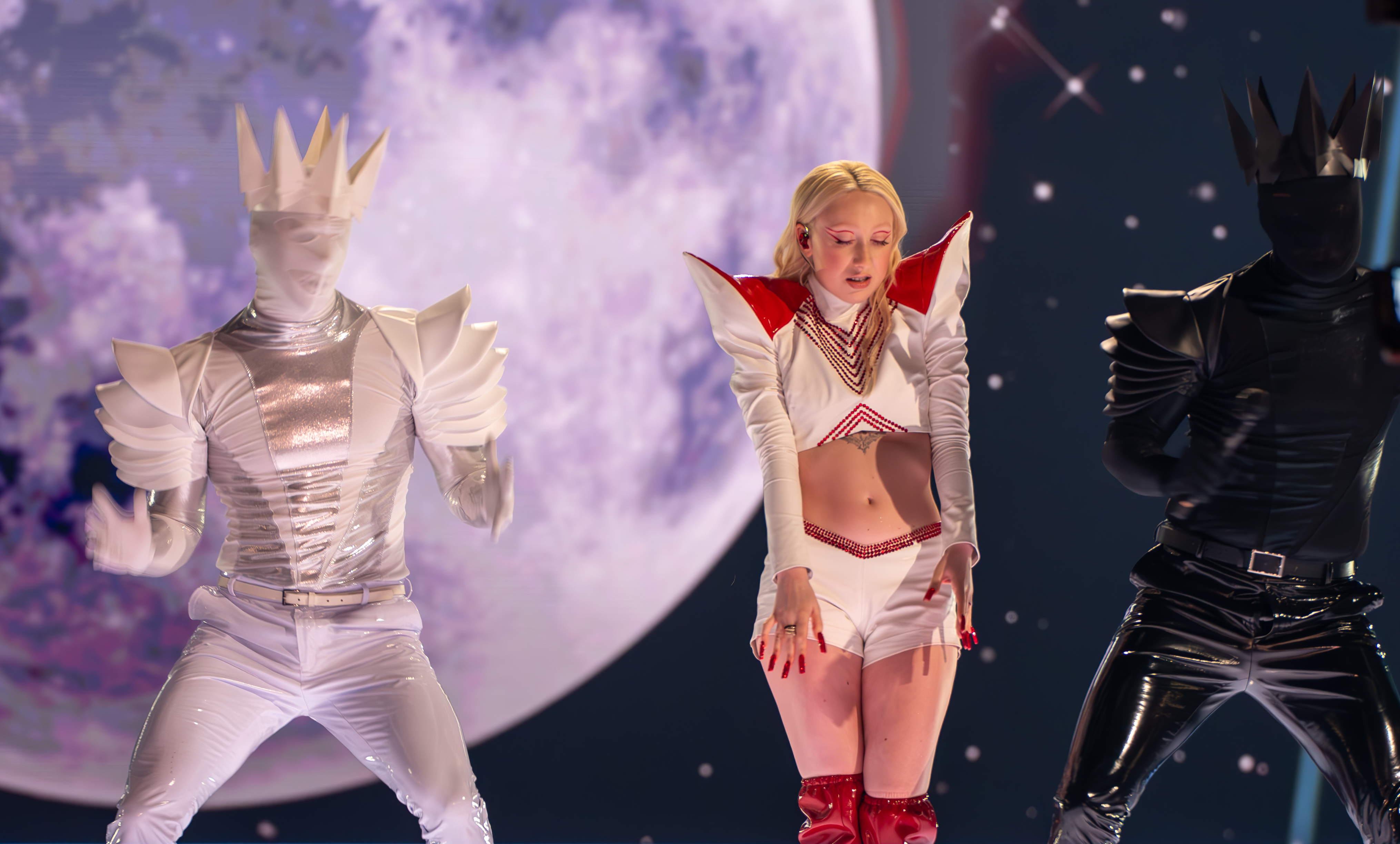
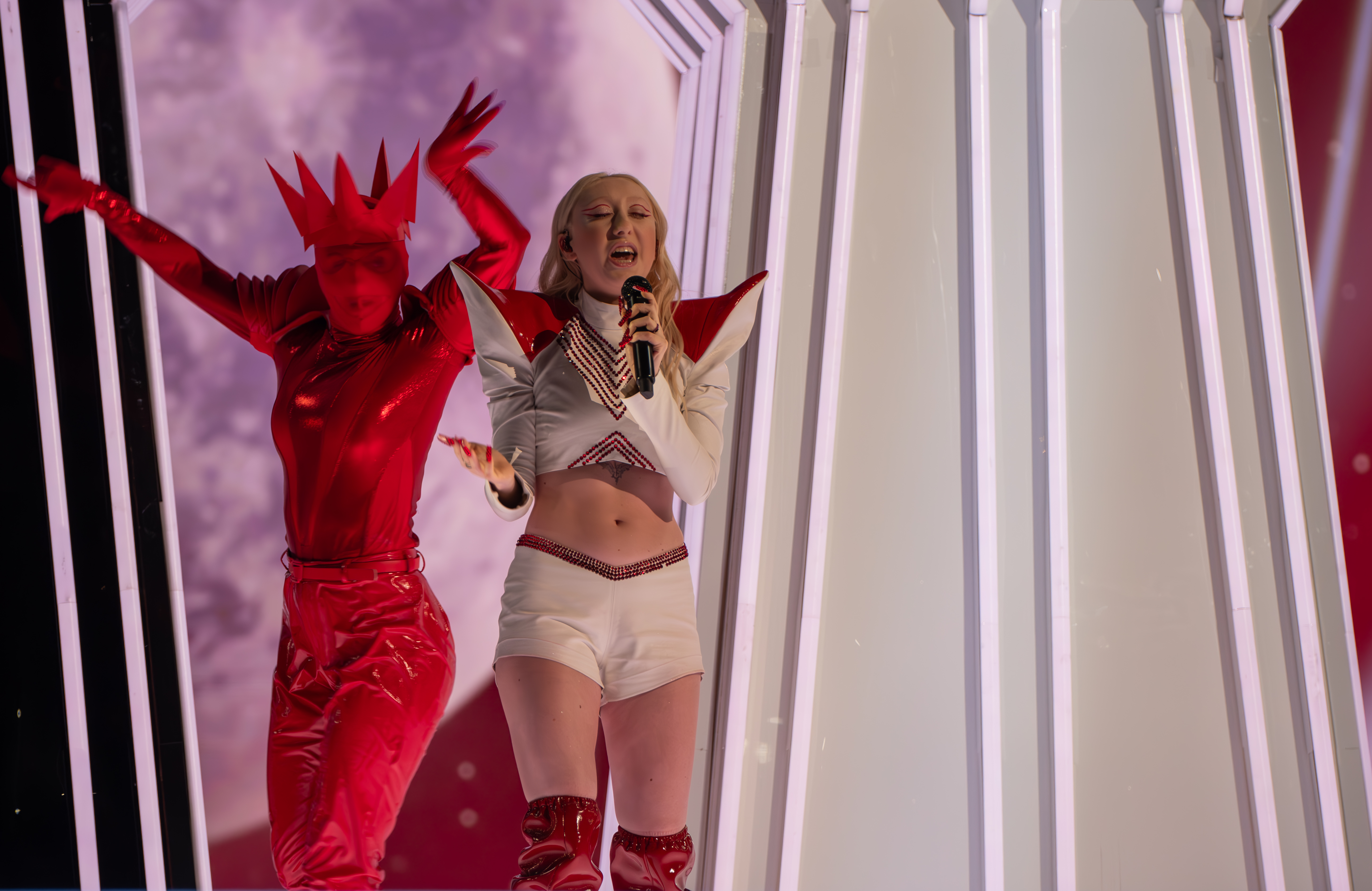
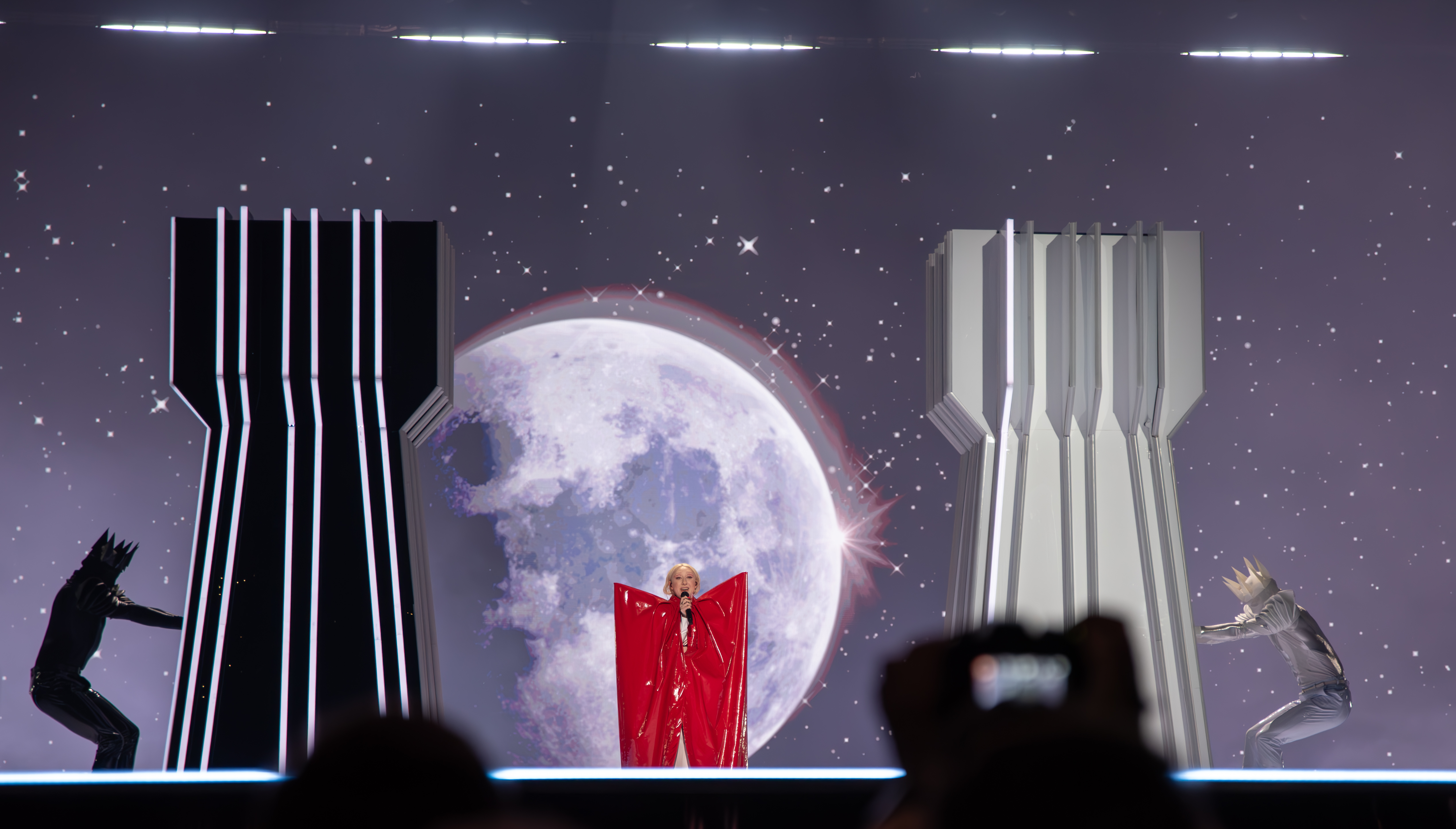
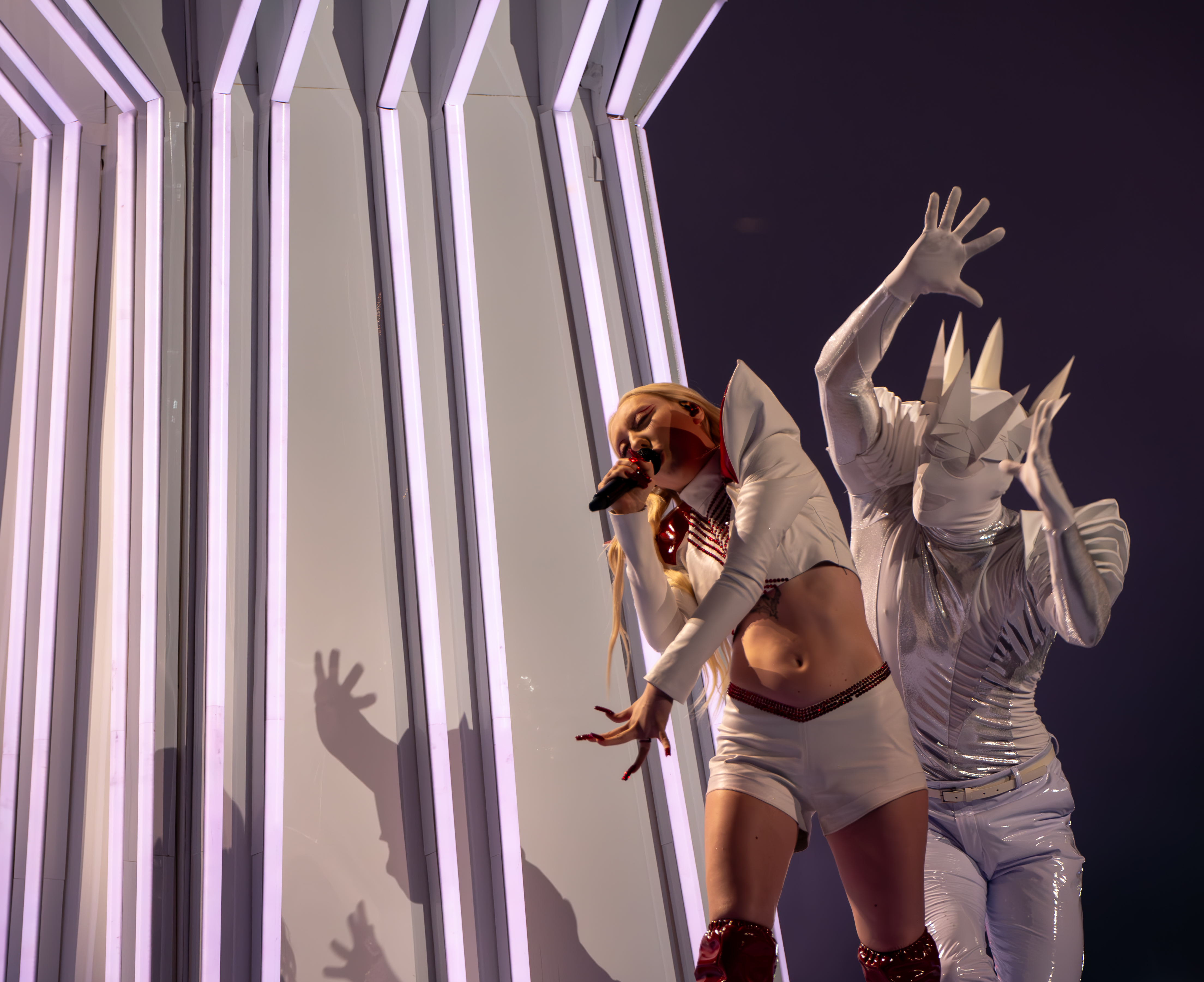
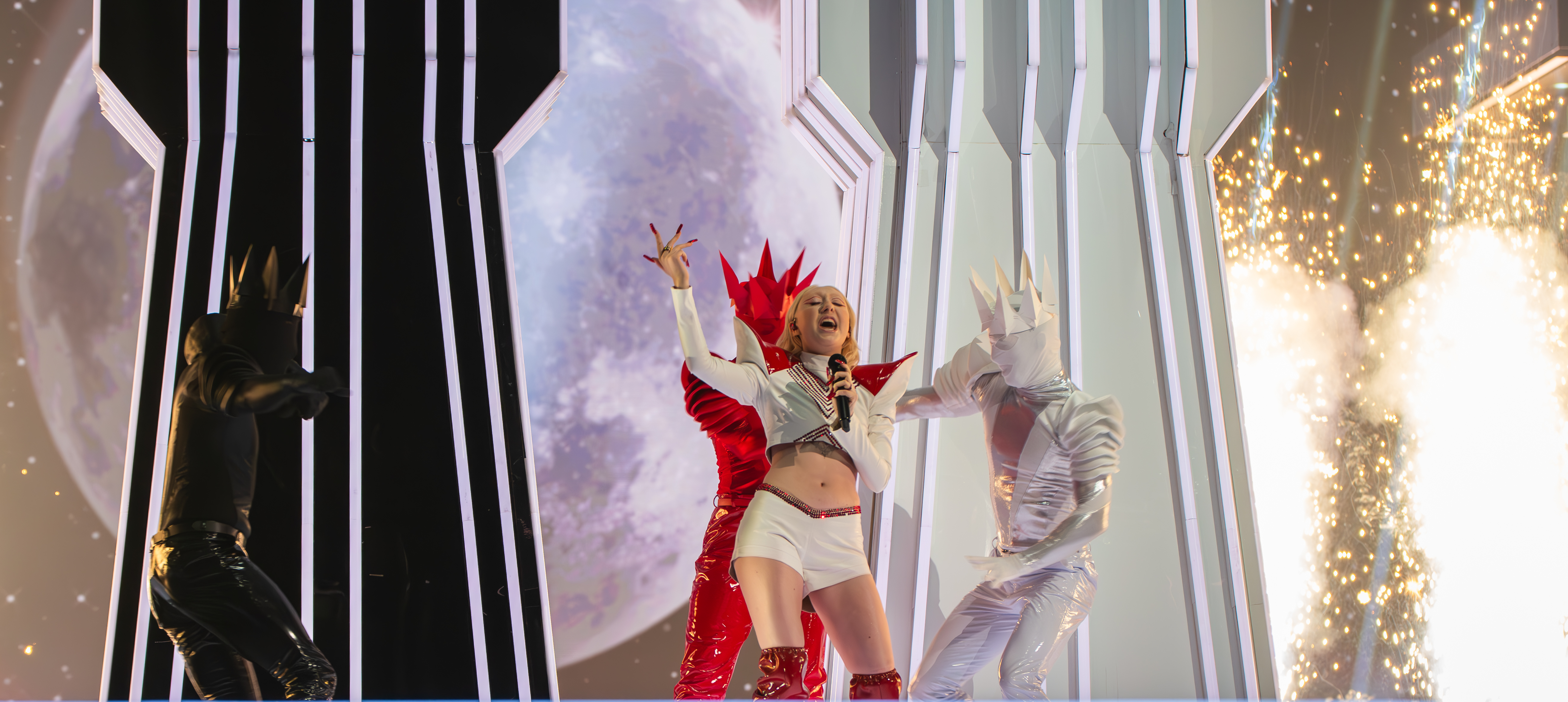